# 魔女ランド倶楽部
魔女ランド倶楽部（まじょランドクラブ）とは、かつて存在した日本の女性アイドルグループである。
- 1992年 - 2000年において、主に関西で活動していた。
- 舞夢プロモーション（現:舞夢プロ）がプロデュースしていた。
- 略称：魔女ラン（まじょラン）。
- メンバー中、一番人気の高かった吹石一恵は、その後も女優として活躍。

## グループ内ユニット
以下のようなユニットが活動していた。
1. 「マスカット」
2. 「爆弾ギャルズ」　→　1995年以降は「バクギャル」
3. 「Yes」
4. 「魔女ランJr.」　→　「Juicy Lip」